# 韧钉耳
韧钉耳（学名：Ditiola radicata）是属于花耳目花耳科韧钉耳属的一种真菌，生长在针叶树朽木上。该种分布于中国、巴拿马、加拿大、芬兰、俄罗斯、法国、英国、挪威、美国、瑞士、瑞典、德国、墨西哥等地。

## 变种
- 韧钉耳旋头变种（学名：Ditiola radicata var. gyrocephala）是属于花耳目花耳科韧钉耳属的一种真菌，生长在阔叶树朽木上。该种分布于中国、加拿大、美国。[2]

- 韧钉耳宽孢变种（学名：Ditiola radicata var. latispora）是属于花耳目花耳科韧钉耳属的一种真菌，生长在针叶树朽木上。该种分布于中国。[3]